# فقمة الفيل الجنوبية
فقمة الفيل الجنوبية هي أحد نوعَين باقيَيْن من فقمات الفيل. تعتبر هذه الحيوانات أكبر نوعٍ من رتيبة زعنفيات الأقدام، بل وأكبر نوع باقٍ على قيد الحياة من رتبة اللواحم كلِّها. حازت فقمة الفيل الجنوبية اسمها نتيجةً لضخامتها الشديدة من جهة، وخطوم ذكورها الكبيرة جداً من جهةٍ أخرى (وهي تستخدم لإصدار أصوات زئير شديدة العلو، وخصوصاً خلال موسم التزاوج). عادةً ما تكون ذكور هذه الفقمات أكبر حجماً بقليلٍ من فقمة الفيل الشمالية (تزن أكثر بحوالي 40%)، وكذلك أثقل من ذكور الفظ (أثقل بـ2.5 مرات)، ممَّا يجعلها بدون منازع أكبر اللواحم الحيَّة على الكوكب. يزن ذكر فقمة الفيل الجنوبية وسطياً 6 غلى 7 أضعاف أضخم اللواحم البرية في العالم (وهي الدببة القطبية ودب كودياك).

## الوصف
يمكن تمييز فقمة الفيل الجنوبية عن نظيرتها الشمالية (يعيش النوعان في منطقتين جغرافيَّتين مختلفتين) بكبر الحجم الشديد والخطم الأقصر طولاً. كما وأن ذكور الفقمة الجنوبية تبدو أطول عندما تقف على زعانفها الأمامية، وذلك لنزعتها بحني ظهورها بقوة أكثر من الفقمة الشمالية. تمتاز هذه الحيوانات بمثنوية جنسية شديدةٍ في حجم الجسم قد تكون من الأكبر بين الثدييات (بحسب مقدار اختلاف الوزن بين الجنسين)، إذ عادةً ما تكون الذكور أثقل بخمسة إلى ستة أضعافٍ من الإناث. حيث تزن إناث فقمة الفيل الجنوبية غالباً 400 إلى 900 كغم ويبلغ طولها 2.6 إلى 3 أمتار، بينما تزن الذكور 2,200 إلى 4,000 كغم ويبلغ طولها 4.2 إلى 5.8 أمتار. بالوسطي، يعادل وزن الإناث حوالي 770 كغم بينما الذكور 3,175. أظهرت الدراسات أن فقمات الفيل في جزيرة جورجيا الجنوبية تزن أكثر بـ30% وأطوالها أكثر بـ10% من الفقمات الأخرى. حتى الآن، صيد أكبر ذكر فقمة فيل جنوبية معروفٍ في العالم بخليجٍ في جورجيا الجنوبية بـ28 فبراير سنة 1913، حيث كان طوله 6.85م ووزه 5,000 كغم (مع أنَّه لم يمكن قياس وزنه إلا بالتدريج، بعد تقطيعه إرباً). أما أقصى وزن مسجَّل لأنثى فهو 1,000 كغم فقط، وطوله 3.7م.